# Amýnteo
Amýnteo (en grec moderne : Αμύνταιο) est une ville et un dème du district régional de Flórina, en Macédoine-Occidentale, en Grèce. Selon le recensement de la population de 2011, le dème d'Amýnteo compte 16 973 habitants. À la suite du programme Kallikratis, le dème actuel regroupe depuis 2011 les anciens dèmes d'Amýnteo, d'Aetós, de Filótas (en), de Léchovo, de Nymféo et de Varikó, qui constituent désormais des districts municipaux.
La ville avait jusqu'en 1928 un nom slave : Суровичево, Сорович soit Sorovitch (grec moderne : Σόροβιτς). Des fouilles récentes ont révélé la présence près de la ville de vestiges néolithiques remontant au VIe millénaire avant notre ère et d'une villa romaine durant l'Antiquité.
Au sud de la ville se trouve la mine d'Amýntaio, l'une des trois principales mines de charbon en Grèce.